# Slow West
Slow West es una película británica/neozelandesa de 2015, del género western y de acción, siendo el debut como director de John Maclean, quien también escribió el guion.
La película cuenta con la participación de los actores Michael Fassbender, Kodi Smit-McPhee, Ben Mendelsohn, Caren Pistorius y Rory McCann. La producción estuvo a cargo de See-Saw Films, DMC Film y Film4.

## Sinopsis
Slow West sigue a un joven escocés de 17 años, Jay Cavendish (Smit-McPhee), en un viaje a través de la frontera occidental de Estados Unidos a fines del siglo XIX en busca de la mujer que ama, mientras que es acompañado por un forajido misterioso llamado Silas..(Fassbender).

## Reparto
- Kodi Smit-McPhee como Jay Cavendish.[1]
- Michael Fassbender como Silas Selleck.[1]
- Ben Mendelsohn como Payne.[1]
- Caren Pistorius como Rose Ross.[2]
- Rory McCann como John Ross.
- Edwin Wright como Victor the Hawk
- Michael Whalley como The Kid
- Andrew Robertt como Werner
- Madeleine Sami como Marimacho
- Brian Sergent como Peyote Joe
- Bryan Michael Mills como The Minstrel
- Kalani Queypo como Kotori

## Producción
El 19 de septiembre de 2013, los actores Michael Fassbender, Kodi Smit-McPhee y Ben Mendelsohn fueron anunciados como el reparto principal de la película, producida por Film4 Productions.

### Filmación
El rodaje comenzó el 21 de octubre de 2013, en la isla Sur de Nueva Zelanda. También se filmó en Escocia, en el área de Achiltibuie, en las Tierras Altas de Escocia, y en el estado de Colorado.